# 장만순
장만순(萬淳) (1937 ~ )은 서울대 법과를 졸업한 EC대표부 대사이다. 재학 시 외무고시에 합격했으며 외무부차관보를 역임했다.